# 이종남 (1919년)
이종남(1919년 1월 20일~2000년 5월 17일)은 대한민국의 정치인이다. 제4·5·8대 국회의원을 지냈다.

## 역대 선거 결과
|  | 11.73% |

|  | 62.16% |

|  | 55.70% |

|  | 22.17% |

|  | 9.55% |

|  | 44.4% |